# Eckhard Christian
Eckhard Christian (* 1. Dezember 1907 in Berlin; † 3. Januar 1985 in Bad Kreuznach) war ein deutscher Offizier, zuletzt Generalmajor der Luftwaffe.

## Leben
Eckhard Christian wurde in Charlottenburg geboren. Er trat 1926 in die Reichsmarine ein, von 1928 bis 1929 besuchte er die Offiziersschule. Am 1. Oktober 1930 wurde er zum Leutnant und am 1. Januar 1933 zum Oberleutnant zur See befördert. Ab 22. Juli 1933 diente er in einer Marine-Artillerie-Abteilung als Kompanieoffizier.
Am 1. Oktober 1934 wechselte er zur Luftwaffe und ging auf die Flugzeugführerschule nach Warnemünde. Am 1. April 1935 folgte die Beförderung zum Hauptmann, bevor er am 1. Oktober zur Fliegerstaffel (M) nach Kiel-Holtenau wechselte. Dort flog er das Bordflugzeug des Panzerschiffs Admiral Scheer. Zum 5. Mai 1936 wurde er zur Luftkriegsschule II zur Ausbildung versetzt. Ab 1. Juli 1936 diente er zeitweise im Kampfgeschwader 153, dem späteren Kampfgeschwader 3. Zum 1. Oktober 1936 wurde er zum Ersten Generalstabsoffizier (Ia) des Lehrgeschwaders Greifswald, des späteren Lehrgeschwaders 1 ernannt. Am 16. Februar 1938 nahm er die Ausbildung zum Generalstabsoffizier an der Luftkriegakademie in Berlin-Gatow auf.
Bis zum 8. März 1940 folgten mehrere wechselnde Tätigkeiten innerhalb des Generalstabes der Luftwaffe. Danach wechselte er als Ia zum X. Fliegerkorps, wo er am 1. Juni zum Major befördert wurde. Am 3. Juni wechselte er als Gruppenkommandeur zum Kampfgeschwader 26, bevor er am 15. Januar zum Führungsstab des Oberkommando der Wehrmacht wechselte. Dort wurde er am 1. März 1942 zum Oberstleutnant und am 1. März 1943 zum Oberst befördert. Am 25. August 1943 ging er in den Führungsstab der Luftwaffe, den er am 1. September 1944, verbunden mit der Beförderung zum Generalmajor, formell als Chef übernahm.
In Hitlers Hauptquartier lernte Eckhard Christian Gerda Daranowski, eine von Hitlers Sekretärinnen, kennen, die er am 2. Februar 1943 heiratete.  Die Ehe blieb kinderlos und wurde nach 1945 geschieden.
Ab April 1945 wurde Christian nach Berlin in den Führerbunker beordert, wo er am 22. April 1945, stellvertretend für Hermann Göring und Karl Koller, an der Lagebesprechung teilnahm. Am 8. Mai 1945 geriet Christian im Sonderbereich Mürwik in britische Gefangenschaft, aus der er im Mai 1947 freikam. Eckhard Christian starb am 3. Januar 1985 in Bad Kreuznach.

## Auszeichnungen
- Eisernes Kreuz II. Klasse
- Eisernes Kreuz I. Klasse
- Deutsches Kreuz in Silber (10. Mai 1945)